# Winseler
Winseler är en kommun och en by i nordvästra Luxemburg. Den ligger i kantonen Wiltz och distriktet Diekirch, i den nordvästra delen av landet, 40 kilometer norr om huvudstaden Luxemburg. Administrativt centrum är Winseler. Antalet invånare är 1 107. Arean är 30 kvadratkilometer. Bastogne.
Terrängen i Winseler är huvudsakligen platt.
I omgivningarna runt Winseler växer i huvudsak blandskog. Runt Winseler är det ganska tätbefolkat, med 120 invånare per kvadratkilometer.

## Kommentarer

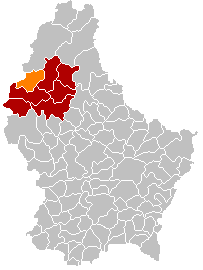
Winseler markerad med orange i karta över Luxemburg